# Viktor Valdenaire
Viktor Nikolaus Valdenaire (* 2. Januar 1812 in Saarburg, Deutschland; † 18. Juni 1881 in Trier) war Fabrikant, Abgeordneter der Preußischen Nationalversammlung, Gutsbesitzer des Roscheider Hofs und einer der Revolutionäre der Revolution von 1848/49 in Trier. Durch sein politisches Engagement und die beschriebene Valdenairsche Angelegenheit war er ein Wegbereiter der Immunität von Abgeordneten.

## Leben

### Jugend und vorrevolutionäre Zeit
Der neben drei Töchtern einziger Sohn von Nikolaus Valdenaire besuchte in Trier das Gymnasium zu Trier, und machte dort 1834, ein Jahr vor Karl Marx das Abitur. Danach begann er in Bonn ein Jurastudium, das er nach zwei Semester abbrach. Er übernahm die väterlichen Geschäfte in Trier und den Roscheider Hof, der im Vormärz zu einer Anlaufstelle für politische Flüchtlinge und Bedürftige wurde.

### Die Revolution 1848/49 und die Valdenairsche Angelegenheit
Viktor Valdenaire wurde die preußische Nationalversammlung gewählt. Am 2./3. Mai engagierten er sich bei den Trierer Barrikaden zusammen mit seinem Vater gegen das Militär und holte Hilfe aus Konz und Saarburg. Der anschließenden Verfolgung konnten sich beide Valdenaires nur durch Flucht über die Grenzen entziehen. Als Viktor Valdenaire sein Mandat nach seiner Wahl zum Berliner Abgeordneten zur Wahlversammlung für das Frankfurter Parlament nach Merzig reisten wollte, wurde er als Attentäter zum Sturz der gesetzlichen Ordnung am 10. Mai verhaftet (nach anderen Quellen am 9. Mai in Konz) und über zwei Monate ins Trierer Arresthaus gesperrt. Die ursprüngliche Anklage des Attentats – hier drohte sogar die Todesstrafe – wurde im Laufe des Verfahrens auf Rebellion herabgesetzt. Ziel der Aktion war es, missliebige Abgeordnete aus dem Verkehr zu ziehen.
Als am 22. Mai 1848 die Preußische Nationalversammlung zusammen trat, stand schon vor der dritten Sitzung die Valdenairsche Angelegenheit auf der Tagesordnung. Kernpunkt war die Frage nach der Unverletzlichkeit eines gesetzlich gewählten Abgeordneten. Am 18. Juli folgte eine lebhafte Diskussion, an deren Ende die Mehrheit der Abgeordneten beschloss, die Untersuchung gegen Valdenaire und dessen Haft für die Dauer der Sitzungsperiode aufzuheben und ihn sofort nach Berlin einzuberufen.
Über diesen Vorfall berichtete Karl Marx als Chefredakteur der Neuen Rheinischen Zeitung. Es wurde als Folge dieses Vorfalls ein Gesetz über die Unverletzlichkeit der Abgeordneten, der heutigen Immunität von Abgeordneten, von der Preußischen Nationalversammlung angenommen und vom König Friedrich Wilhelm IV. unterzeichnet.
Victor Valdenaire wurde am späten Abend des 23. Juli aus der Haft entlassen und von den Bewohnern des Stadtteils St. Matthias zum Roscheider Hof geleitet. Drei Tage später veranstalteten die Trierer Bürger für Valdenaire ein Volksfest. In seiner Rede betonte er, er halte es für seine Pflicht nach Berlin zu reisen, denn noch mehrere seiner Leidensgenossen schmachteten im Gefängnis, er wolle sich für deren Befreiung einsetzen und für das Prinzip der Volkssouveränität kämpfen.
Valdenaire stellte sich im Berliner Parlament am 8./9. August 1848 nur kurz vor und überließ das Mandat seinem Stellvertreter Josef Erasmus Graeff. In Trier betätigte er sich politisch nur noch im lokalen Rahmen.

### Restaurationszeit nach 1849
Das schlimme Ende der begeistert angenommenen Revolution nahm den Valdenaires alle Hoffnung auf eine Änderung der Verhältnisse. Anfang Dezember 1856 besuchte er Karl Marx in London. 1862 versuchte er nochmals eine Rückkehr in die Politik, trat aber bald aus dem liberalen Wahlkomitee aus, da ihm dessen Kurs zu gemäßigt schien. Seit dem Tod seines Vaters versuchte er den immer mehr herunter gekommenen Roscheider Hof zu verkaufen, was ihm endlich im Jahr 1864 gelang. Er wohnt kurzzeitig in Saarburg und von 1862 bis zu seinem Tode 1881 in Trier, wo er eine Fabrik betrieb.